# 水晶男孩獲獎與提名列表
水晶男孩獲獎與提名列表主要列舉韓國男子音樂組合水晶男孩出道至今於頒獎典禮、音樂節目的獲獎與提名。水晶男孩為韓國第一代偶像團體，與另一男子組合H.O.T.並稱為90年代後期韓國歌壇兩大山脈。在1997年至2000年僅三年活動期期間，水晶男孩於當時被稱為「韓國兩大音樂獎」的「大韓民國影像唱片大賞」與「首爾歌謠大賞」及其他頒獎典禮獲得多座獎項。1998年12月，水晶男孩出道僅一年餘便於第9屆「首爾歌謠大賞」獲得最大奬項：「大賞」。水晶男孩曾推出多首熱門歌曲，其中〈騎士道〉、〈Road Fighter〉、〈Couple〉、〈Com' Back〉等歌曲連續三至四週登上音樂節目榜單一位，〈Couple〉更成為水晶男孩傳唱度最高的一首單曲，後輩歌手包括SS501、FTIsland、B1A4等亦有翻唱此曲。
水晶男孩自2000年5月正式解散後，直至2016年4月相隔十六年於MBC綜藝節目《無限挑戰》企劃特輯《星期六星期六是歌手（六六歌）》第二季的游擊演唱會首度合體。不僅游擊演唱會大為成功，節目播出後亦獲得巨大迴響，多首當年名曲重新回到音源榜內，〈Couple〉一曲也在發行18年後重回KBS音樂節目《音樂銀行》排行榜，取得第11名的成績。成員們的凍齡外貌與更上一層樓的專業實力更是深受好評，也因此讓他們在國民的殷切期待中，順利重返韓國樂壇。由於水晶男孩的重組回歸對韓國歌謠界有着重要意義與影響，因此於「MelOn Music Awards」及「Gaon Chart K-POP大獎」頒獎典禮中分別獲頒發「Hall Of Fame（名人堂）」及「K-POP貢獻獎」，並於「首爾歌謠大賞」睽違17年再度獲得本賞。
水晶男孩重組後積極地推出新作品，並取得耀眼的成績。多首新曲不但登上韓國及海外地區音源榜單一位，同時亦於音樂節目榜單佔一席位，其中水晶男孩憑歌曲〈BE WELL〉相隔17年於《音樂銀行》奪得重組後首個一位，其後亦在MBC《Show! 音樂中心》連續兩週奪得一位，展現不亞於後輩們的人氣與實力。

## 韓國音樂頒獎典禮

### 金唱片獎（Golden Disc Awards）
金唱片獎（韓語：골든 디스크 어워드），前稱「大韓民國影像唱片大賞」（韓語：대한민국 영상음반대상），是韓國一個年度音樂頒獎典禮，於1986年創辦，由韓國唱片產業協會主辦，主要頒發給韓國音樂界有卓越成就的音樂人。其又被稱為韓國的「葛萊美獎」。
| 屆數   | 年份   | 獎項           | 提名項目          | 結果 | 來源            |
| 第12屆 | 1997年 | 本賞           | 〈學園別曲〉      | 獲獎 | [ 註 1 ] [ 11 ] |
| 第13屆 | 1998年 | 本賞           | 〈不可能的愛〉    | 獲獎 | [ 註 1 ] [ 12 ] |
| 第14屆 | 1999年 | 本賞           | 〈Com' Back〉     | 獲獎 | [ 註 1 ] [ 11 ] |
| 第31屆 | 2016年 | 音源部門－本賞 | 〈THREE WORDS〉   | 提名 | [ 13 ]          |
| 第31屆 | 2016年 | 人氣獎         | 水晶男孩          | 提名 | [ 14 ]          |
| 第31屆 | 2016年 | 最佳男子表演獎 | 水晶男孩          | 獲獎 | [ 15 ]          |
| 第32屆 | 2017年 | 唱片部門－本賞 | 《ANOTHER LIGHT》 | 提名 | [ 11 ]          |
| 第32屆 | 2017年 | 人氣獎         | 水晶男孩          | 提名 | [ 11 ]          |

### High1首爾歌謠大賞（High1 Seoul Music Awards）
High1首爾歌謠大賞（韓語：하이원 서울가요대상，簡稱：SMA）是自1990年起由首爾體育舉辦、High1 Resort贊助，頒發給在韓國音樂界有優秀成就的藝人的年度頒獎典禮。
| 屆數   | 年份   | 獎項         | 提名項目 | 結果 | 來源   |
| 第8屆  | 1997年 | 本賞         | 水晶男孩 | 獲獎 | [ 16 ] |
| 第9屆  | 1998年 | 大賞         | 水晶男孩 | 獲獎 | [ 2 ]  |
| 第9屆  | 1998年 | 本賞         | 水晶男孩 | 獲獎 | [ 2 ]  |
| 第10屆 | 1999年 | 本賞         | 水晶男孩 | 獲獎 | [ 17 ] |
| 第26屆 | 2016年 | 本賞         | 水晶男孩 | 獲獎 | [ 2 ]  |
| 第26屆 | 2016年 | 人氣賞       | 水晶男孩 | 提名 | [ 18 ] |
| 第26屆 | 2016年 | 韓流特別賞   | 水晶男孩 | 提名 | [ 18 ] |
| 第27屆 | 2017年 | 本賞         | 水晶男孩 | 提名 | [ 19 ] |
| 第27屆 | 2017年 | 人氣賞       | 水晶男孩 | 提名 | [ 19 ] |
| 第27屆 | 2017年 | 韓流特別賞   | 水晶男孩 | 提名 | [ 19 ] |
| 第30屆 | 2020年 | SMA 傳奇大賞 | 水晶男孩 | 提名 | [ 20 ] |

### 甜瓜音樂獎（Melon Music Awards）
甜瓜音樂獎（韓語：멜론 뮤직 어워드，簡稱：MMA）是韓國LOEN娛樂的在線音樂網站「MelOn」自2009年開始每年舉辦的韓國主要音樂頒獎禮，只遵循該網站數位音樂銷售量和網上投票來決定得獎者。
| 屆數  | 年份   | 獎項                   | 提名項目 | 結果 | 來源   |
| 第8屆 | 2016年 | Hall Of Fame（名人堂） | 水晶男孩 | 獲獎 | [ 9 ]  |
| 第9屆 | 2017年 | TOP 10 歌手獎          | 水晶男孩 | 提名 | [ 21 ] |

### Gaon Chart K-POP大獎（Gaon Chart K-POP Awards）
Gaon Chart K-POP大獎（韓語：가온 차트 K-POP 어워드）是依據Gaon Chart統計數據授獎的年度大型頒獎禮，自2012年開始於每年二月頒發前一年的獎項。其由韓國音樂內容產業協會管理，韓國文化體育觀光部贊助，於2012年正式開始，主要頒發給過去一年裡在韓國音樂界有優秀成就的藝人。
| 屆數  | 年份   | 獎項                       | 提名項目              | 結果 | 來源   |
| 第6屆 | 2016年 | 音源部門年度歌手獎（10月） | 〈THREE WORDS〉       | 提名 | [ 22 ] |
| 第6屆 | 2016年 | 音源部門年度歌手獎（12月） | 〈COUPLE〉            | 提名 | [ 22 ] |
| 第6屆 | 2016年 | K-POP貢獻獎                | 水晶男孩              | 獲獎 | [ 10 ] |
| 第7屆 | 2017年 | 音源部門年度歌手獎（4月）  | 〈BE WELL〉           | 提名 | [ 23 ] |
| 第7屆 | 2017年 | 音源部門年度歌手獎（9月）  | 〈SOMETHING SPECIAL〉 | 獲獎 | [ 24 ] |
| 第7屆 | 2017年 | 人氣獎                     | 水晶男孩              | 提名 | [ 23 ] |

### Naver Music Awards
| 年份   | 獎項                   | 提名項目              | 結果 | 來源   |
| 2016年 | BGM排行榜TOP 10        | 〈THREE WORDS〉       | 獲獎 | [ 25 ] |
| 2016年 | BGM排行榜TOP 10        | 〈COUPLE〉            | 獲獎 | [ 25 ] |
| 2017年 | 綜合排行榜TOP 10       | 〈BE WELL〉           | 獲獎 | [ 26 ] |
| 2017年 | STREAMING排行榜TOP 10  | 〈BE WELL〉           | 獲獎 | [ 26 ] |
| 2017年 | BGM排行榜TOP 10        | 〈SOMETHING SPECIAL〉 | 獲獎 | [ 26 ] |
| 2017年 | BGM排行榜TOP 10        | 〈BE WELL〉           | 獲獎 | [ 26 ] |
| 2017年 | 國內BALLAD排行榜TOP 10 | 〈BE WELL〉           | 獲獎 | [ 26 ] |
| 2017年 | 國內BALLAD排行榜TOP 10 | 〈SMILE〉             | 獲獎 | [ 26 ] |
| 2017年 | 國內DANCE排行榜TOP 10  | 〈SOMETHING SPECIAL〉 | 獲獎 | [ 26 ] |
| 2017年 | 國內DANCE排行榜TOP 10  | 〈SAD SONG〉          | 獲獎 | [ 26 ] |

### 亞洲明星盛典（Asia Artist Awards）
亞洲明星盛典（韓語：아시아 아티스트 어워즈，簡稱：AAA）是由韓國SBS電視台自2016年起舉辦的韓國戲劇類和音樂類頒獎典禮，首屆於11月16日在首爾慶熙大學和平殿堂舉行。
| 屆數  | 年份   | 獎項           | 提名項目 | 結果   | 來源   |
| 第1屆 | 2016年 | 歌手部門人氣獎 | 水晶男孩 | 第5位  | [ 27 ] |
| 第2屆 | 2017年 | 歌手部門人氣獎 | 水晶男孩 | 第27位 | [ 28 ] |
| 第3屆 | 2018年 | 歌手部門人氣獎 | 水晶男孩 | 第9位  | [ 29 ] |

### Soribada最佳音樂大獎（Soribada Best K-Music Awards）
Soribada最佳音樂大獎（韓語：소리바다 베스트 케이뮤직 어워즈）是由Soribada自2017起舉辦的韓國音樂頒獎典禮。
| 屆數  | 年份   | 獎項                   | 提名項目 | 結果 | 來源   |
| 第1屆 | 2017年 | 2017 SOBA 10           | 水晶男孩 | 提名 | [ 30 ] |
| 第1屆 | 2017年 | 新韓流人氣賞           | 水晶男孩 | 提名 | [ 30 ] |
| 第2屆 | 2018年 | SOBA本賞               | 水晶男孩 | 提名 |        |
| 第2屆 | 2018年 | SOBA人氣賞（男子部門） | 水晶男孩 | 提名 |        |
| 第2屆 | 2018年 | Global Fandom賞        | 水晶男孩 | 提名 |        |

### 釜山同一個亞洲文化節閉幕頒獎禮（BOF Awards）
| 屆數  | 年份   | 獎項            | 提名項目   | 結果 | 來源   |
| 第1屆 | 2017年 | BOF Legend Star | 水晶男孩   | 獲獎 | [ 31 ] |
| 第1屆 | 2017年 | BOF Best Fandom | YELLOWKIES | 獲獎 | [ 31 ] |

### MBC歌謠大祭典（MBC Korean Music Festival）
《MBC歌謠大祭典》（：／ MBC Gayo Daejejeon）是MBC每年年末的K-Pop年度特別音樂節目暨頒獎典禮節目。自1966年首播，1979年起每年的舉行日期皆為12月31日。
| 屆數   | 年份   | 獎項                         | 提名項目 | 結果 | 來源     |
| 第32屆 | 1997年 | 十大歌手獎                   | 水晶男孩 | 獲獎 | [ 註 2 ] |
| 第33屆 | 1998年 | 三十歲以下國民投選人氣歌手獎 | 水晶男孩 | 獲獎 | [ 註 2 ] |
| 第34屆 | 1999年 | 三十歲以下國民投選人氣歌手獎 | 水晶男孩 | 獲獎 | [ 註 3 ] |

### KBS歌謠盛典（KBS Song Festival）
KBS歌謠盛典（：／ KBS Gayo DaeChugje），前稱「KBS歌謠大賞」，自1981年首播至今，是韓國KBS每年年末舉行的K-Pop年度特別音樂節目暨頒獎典禮。
| 屆數   | 年份   | 獎項                 | 提名項目 | 結果 | 來源     |
| 第17屆 | 1997年 | 年度歌手獎           | 水晶男孩 | 獲獎 | [ 註 4 ] |
| 第18屆 | 1998年 | 年度歌手獎           | 水晶男孩 | 獲獎 | [ 註 4 ] |
| 第19屆 | 1999年 | 青少年部門年度歌手獎 | 水晶男孩 | 獲獎 | [ 註 4 ] |

### SBS歌謠大戰（SBS Gayo Daejeon）
SBS歌謠大戰（：／ SBS Gayo Daejeon）是韓國SBS每年年末的K-Pop匯演暨頒獎典禮節目。目前是「SBS Awards Festival」的一部分。
| 屆數  | 年份   | 獎項       | 提名項目 | 結果 | 來源 |
| 第6屆 | 1997年 | 十大歌手獎 | 水晶男孩 | 獲獎 |      |
| 第7屆 | 1998年 | 十大歌手獎 | 水晶男孩 | 獲獎 |      |
| 第8屆 | 1999年 | 十大歌手獎 | 水晶男孩 | 獲獎 |      |

### 大韓民國演藝藝術賞
| 屆數  | 年份   | 獎項               | 提名項目 | 結果 | 來源   |
| 第5屆 | 1997年 | 青少年重唱歌手獎   | 水晶男孩 | 獲獎 | [ 32 ] |
| 第6屆 | 1998年 | 青少年重唱男歌手獎 | 水晶男孩 | 獲獎 | [ 33 ] |

### KMTV歌謠大戰（KMTV Music Awards）
| 屆數  | 年份   | 獎項             | 提名項目 | 結果 | 來源   |
| 第3屆 | 1997年 | 最佳新人男歌手獎 | 水晶男孩 | 獲獎 | [ 34 ] |
| 第4屆 | 1998年 | 人氣歌手獎       | 水晶男孩 | 獲獎 |        |
| 第5屆 | 1999年 | 本賞             | 水晶男孩 | 獲獎 |        |

## 音樂節目獎項

### 獎座總計
| 各台冠軍歌曲獎座統計 | 各台冠軍歌曲獎座統計 | 各台冠軍歌曲獎座統計 | 各台冠軍歌曲獎座統計 | 各台冠軍歌曲獎座統計 | 各台冠軍歌曲獎座統計 |
| SBS                  | KBS                  | MBC                  | Mnet                 | SBS MTV              | MBC Music            |
| -------------------- | -------------------- | -------------------- | -------------------- | -------------------- | -------------------- |
| 15                   | 16                   | 7                    | 1                    | 0                    | 0                    |
| 一位總數：39         |                      |                      |                      |                      |                      |

| 年份   | 日期     | 獲獎歌曲                 | 專輯                              |
| 1997年 | 12月7日  | 기사도 / 騎士道          | 《Welcome To The Sechskies Land》 |
| 1997年 | 12月21日 | 기사도 / 騎士道          | 《Welcome To The Sechskies Land》 |
| 1998年 | 1月4日   | 기사도 / 騎士道          | 《Welcome To The Sechskies Land》 |
| 1998年 | 1月11日  | 기사도 / 騎士道          | 《Welcome To The Sechskies Land》 |
| 1998年 | 8月23日  | Road Fighter             | 《Road Fighter》                  |
| 1998年 | 8月30日  | Road Fighter             | 《Road Fighter》                  |
| 1998年 | 9月27日  | 무모한 사랑 / 不可能的愛 | 《Road Fighter》                  |
| 1998年 | 10月11日 | 무모한 사랑 / 不可能的愛 | 《Road Fighter》                  |
| 1998年 | 12月20日 | 커플（Couple） / 戀人    | 《Special》                       |
| 1999年 | 1月3日   | 커플（Couple） / 戀人    | 《Special》                       |
| 1999年 | 9月12日  | Com' Back                | 《Com' Back》                     |
| 1999年 | 9月19日  | Com' Back                | 《Com' Back》                     |
| 1999年 | 9月26日  | Com' Back                | 《Com' Back》                     |
| 1999年 | 11月7日  | 예감 / 預感              | 《Com' Back》                     |
| 1999年 | 11月21日 | 예감 / 預感              | 《Com' Back》                     |

| 年份   | 日期     | 獲獎歌曲                 | 專輯                     |
| 1998年 | 7月7日   | Crying Game              | 《Road Fighter》         |
| 1998年 | 7月28日  | Road Fighter             | 《Road Fighter》         |
| 1998年 | 8月4日   | Road Fighter             | 《Road Fighter》         |
| 1998年 | 8月18日  | Road Fighter             | 《Road Fighter》         |
| 1998年 | 9月8日   | 무모한 사랑 / 不可能的愛 | 《Road Fighter》         |
| 1998年 | 9月15日  | 무모한 사랑 / 不可能的愛 | 《Road Fighter》         |
| 1998年 | 10月20日 | 무모한 사랑 / 不可能的愛 | 《Road Fighter》         |
| 1998年 | 11月10日 | 커플（Couple） / 戀人    | 《Special》              |
| 1999年 | 1月26日  | 너를 보내며 / 送你離開   | 《Special》              |
| 1999年 | 8月31日  | Com' Back                | 《Com' Back》            |
| 1999年 | 9月7日   | Com' Back                | 《Com' Back》            |
| 1999年 | 9月21日  | Com' Back                | 《Com' Back》            |
| 1999年 | 9月28日  | Com' Back                | 《Com' Back》            |
| 1999年 | 10月19日 | 예감 / 預感              | 《Com' Back》            |
| 1999年 | 11月9日  | 예감 / 預感              | 《Com' Back》            |
| 2017年 | 5月12日  | 아프지 마요（BE WELL）   | 《THE 20TH ANNIVERSARY》 |

### MBC《Show! 音樂中心》[註 7]
| 年份   | 日期     | 獲獎歌曲               | 專輯                     |
| 1998年 | 12月19日 | 커플（Couple） / 戀人  | 《Special》              |
| 1999年 | 1月2日   | 커플（Couple） / 戀人  | 《Special》              |
| 1999年 | 1月9日   | 커플（Couple） / 戀人  | 《Special》              |
| 1999年 | 1月16日  | 커플（Couple） / 戀人  | 《Special》              |
| 1999年 | 1月30日  | 너를 보내며 / 送你離開 | 《Special》              |
| 2017年 | 5月13日  | 아프지 마요（BE WELL） | 《THE 20TH ANNIVERSARY》 |
| 2017年 | 5月20日  | 아프지 마요（BE WELL） | 《THE 20TH ANNIVERSARY》 |

### Mnet《M Countdown》
| 年份   | 日期   | 獲獎歌曲    | 專輯            |
| 2020年 | 2月6日 | ALL FOR YOU | 《ALL FOR YOU》 |

## 個人獎項
以下只列出水晶男孩成員以個人名義的獲獎及提名，並不計算入水晶男孩團體獎項之內。
| 年份   | 頒獎典禮名稱    | 獎項                  | 提名項目             | 結果 | 來源   |
| 2018年 | 《KBS演藝大獎》 | 綜藝部門優秀獎        | 高志溶《超人回來了》 | 獲獎 | [ 35 ] |
| 2018年 | 《MBC演藝大獎》 | 音樂/Talk部門最優秀獎 | 殷志源《意外的Q》    | 提名 | [ 36 ] |

### 腳註
1. 1 2 3  當時頒獎典禮名稱為「大韓民國影像唱片大賞」
2. ↑  當時頒獎典禮名稱為「MBC韓國歌謠祭典」
3. ↑  當時頒獎典禮名稱為「MBC十大歌手歌謠祭」
4. ↑  當時頒獎典禮名稱為「KBS歌謠大賞」
5. ↑  1994年4月至1998年1月的節目名稱為《TV歌謠20（朝鲜语：생방송 TV 가요 20）》
6. ↑  1981年2月至1998年2月的節目名稱為《歌謠Top 10（朝鲜语：가요톱10）》
7. ↑  1995年4月至1998年1月的節目名稱為《人氣歌謠BEST 50（朝鲜语：인기가요 BEST 50）》；1998年4月至2005年7月為《Music Camp（朝鲜语：생방송 음악캠프）》

## 外部連結
- 水晶男孩韓國官方網站（英文）（简体中文）（日語）
- 水晶男孩日本官方網站（日語）